# José Alberto Serrano Antón

Bischofswappen von José Alberto Serrano Antón

José Alberto Serrano Antón IEME (* 14. April 1942 in Saragossa) ist ein spanischer Ordensgeistlicher und emeritierter römisch-katholischer Bischof von Hwange in Simbabwe.

## Leben
José Alberto Serrano Antón trat der Ordensgemeinschaft des Instituto Español de San Francisco Javier para Misiones Extranjeras bei. Er studierte von 1958 bis 1962 Philosophie am Priesterseminar in Saragossa und von 1963 bis 1964 Katholische Theologie am Priesterseminar in Burgos. Ab 1965 setzte er an der Universität Fribourg (Schweiz) sein Theologiestudium fort, das er 1967 mit einem Lizenziat im Fach Dogmatik abschloss. Am 1. Juli 1966 empfing Serrano Antón in Burgos das Sakrament der Priesterweihe.
Serrano Antón lehrte von 1968 bis 1969 Dogmatik am Priesterseminar in Burgos, bevor er 1970 als Missionar nach Südrhodesien (heute Simbabwe) entsandt wurde. Dort wirkte er als Pfarrvikar der Pfarreien Holy Family in Hwange, Our Lady of Peace in Victoria Falls, Sacred Heart in Jambezi, St. Francis Xavier in Dete, und Saint Josephine in Bakhita. Zudem lehrte José Alberto Serrano Antón an der National Catechetical School. Ferner wirkte er als Spiritual der Novizinnen der Missionarinnen vom Kalvarienberg in Dete und der Franziskaner-Missionsschwestern der Mutter Gottes in Victoria Falls. Außerdem war Serrano Antón von 1979 bis 1983 Direktor der Zeitschrift Misiones Extranjeras und anderer Publikationen des Instituto Español de San Francisco Javier. Ab 2004 war er Generalvikar des Bistums Hwange. Nach der Ernennung von Robert Christopher Ndlovu zum Erzbischof von Harare am 10. Juni 2004 wurde Serrano Antón Diözesanadministrator des vakanten Bistums Hwange.
Am 5. Dezember 2006 ernannte ihn Papst Benedikt XVI. zum Bischof von Hwange. Der Erzbischof von Harare, Robert Christopher Ndlovu, spendete ihm am 3. Februar 2007 im Stadion von Hwange die Bischofsweihe; Mitkonsekratoren waren der emeritierte Bischof von Hwange, Ignacio Prieto Vega IEME, und der Apostolische Nuntius in Simbabwe, Erzbischof Edward Joseph Adams. Sein Wahlspruch Regnum tuum, voluntas tua („Dein Reich, dein Wille“) stammt aus Mt 6,10 .
Papst Franziskus nahm am 5. Juli 2021 das von José Alberto Serrano Antón aus Altersgründen vorgebrachte Rücktrittsgesuch an.